# HTTPMU
HTTPMU is een uitbreiding op het HTTPU-protocol, wat een variant is van het HTTP-protocol. Het verschil ten opzichte van HTTPU is dat HTTPMU gebruikmaakt van ip multicast. Op deze manier is het mogelijk elk apparaat in een netwerk te benaderen die zich in de multicast groep bevindt. HTTPMU wordt onder andere gebruikt voor UPnP.